# Castel Barco
Castel Barco è un castello medievale in rovina che si trova nel comune di Pomarolo in provincia di Trento.

## Storia
Le prime notizie del castello risalgono al XII secolo quando era costituito solamente da una casatorre poligonale circondata un recinto difensivo. La sua funzione era il controllo del sottostante dazio.
Nel '400 fu ampliato con l'aggiunta di un'altra cerchia muraria e di edifici residenziali. Questo fu dovuto anche all'aumentato potere della famiglia che lo possedeva e da cui prendeva il nome, i Castelbarco appunto, che riuscirono ad estendere il loro controllo su ampie parti del Tirolo meridionale (oggi Trentino meridionale).
Nel marzo 1508 fu assediato e conquistato dalle truppe dell'imperatore Massimiliano I d'Asburgo che lo danneggiarono gravemente, tanto che da allora non fu più ricostruito.
Le rovine del castello sono raggiungibili con un sentiero che parte dalla frazione di Savignano del comune di Pomarolo.